# Триана, Хосе
Хосе Триа́на (исп. José Triana; 4 января 1931, Атуэй, провинция Камагуэй, Куба — 4 марта 2018, Париж, Франция) — кубинский драматург.

## Биография
Из рабочей семьи. Окончил факультет философии и литературы в университете провинции Орьенте (1952), с 1955 года учился в Мадридском университете, курс не окончил. Выступал в Испании как актёр. Путешествовал по Франции, Бельгии, Италии, Великобритании. Вернувшись на Кубу в 1959 году, продолжил актёрскую карьеру, также служил в Национальном издательстве, Кубинском институте книги и др. Входил в круг Лесамы Лимы, Лесама посвятил ему и его жене несколько стихотворений. Печатался в прессе Кубы и Франции. Был участником Первого съезда писателей и художников Кубы (Гавана, 1961). Его пьесы первой половины 1960-х годов, в которых он перерабатывал на современный лад древнегреческую драму (Эсхил, Софокл, Еврипид), пользовались успехом на Кубе и за рубежом, автор получил несколько премий. Резкой идеологической критике — причём после получения премии на родине — подверглась драма Трианы «Ночь убийц» (1965), обошедшая сцены многих стран мира, ставшая основой нескольких фильмов.
Перевел драму Жене «Ширмы». Составил антологию современного испанского театра, писателей поколения 98 года, кубинской одноактной драмы. Несколько раз выступал как сценарист. С 1980 года жил во Франции. Выступил составителем и комментатором обширного тома переписки Х. Лесамы Лимы (Мадрид: Вербум, 1998).

## Творчество
Драматургию Трианы, которая часто строится на мифологическом или историческом материале и в которой сильны элементы трагифарса, причисляют к театру абсурда и сближают с театром Вирхилио Пиньеры.

## Избранные публикации
- El Mayor General hablará de Teogonía (1956, драма)
- De la madera del sueño (1958, стихотворения)
- Medea en el espejo (1960, драма)
- El Parque de la Fraternidad (1962, драма)
- La muerte del ñeque (1964, драма)
- La noche de los asesinos (1965, драма)
- Revolico en el campo de Marte (1971, драма в стихах)
- Palabras comunes (1986, драма)
- Ceremonial de guerra (1990, драма)
- Orfeo en la ciudad (2009, поэма)

## Сводные издания
- Teatro Completo, en dos volúmenes. Valencia: Aduana Vieja, 2012 (